# Волицкая, Стефания
Стефания Волицкая (1851 — 1937) — польский историк. Первая женщина, получившая докторскую степень в Цюрихском университете — получила степень доктора философии в Цюрихском университете в 1875 году.

## Биография
Родилась в Варшаве времен Российской Польши. Стремилась получить степень по истории, несмотря на запреты российского правительства, предотвращение получение женщинами высшего образования. В 1873 году она нарушила указ, предписывающий российским женщинам, обучающимся за границей, отказаться от учебы. Волицкая решила продолжить учебу после того, как ей было отказано в просьбе об освобождении от указа. Она безуспешно напрямую обращалась к министру образования Дмитрию Толстому. Российское правительство добилось изгнания нескольких студенток в Цюрихе из-за политической угрозы, которую оно видело в радикальных социалистических активистах кружка Фричей (назван в честь хозяйки пансиона из Цюриха, фрау Фричи). Некоторые из них были преданы суду в России во время процесса пятидесяти в 1877 году, приведшему к осуждению и лишению свободы нескольких человек. Нет доказательств того, что Волицкая была частью кружка Фричей, недавние исследования показывают, что несколько студентов в Цюрихе были причислены правительством к революционерам исключительно потому, что они посещали университет в Швейцарии в период 1872—1873 гг. Тем не менее, имя Волицкой было в отправленном Толстому списке 45 русских студенток, которым запретили преподавать в Российской империи, вынудив их покинуть Швейцарию к 1 января 1874 года.
Согласно записям Цюрихского университета, Волицкая была из Позена (Познань), родилась в Варшаве, во время обучения в Цюрихском университете ее родители жили в Цюрихе. Несмотря на то, что ей пришлось покинуть Швейцарию, она получила степень доктора философии в 1875 году. Ее докторская диссертация называется «Griechische Frauengestalten, 1. Teil» (Греческие образы женщин, часть 1). Ее назвали одной из «первых польских женщин-академиков». Ян Хулевич отметил, что она принадлежит к первому поколению польских студенток, поколение, которое состояло «в основном из героических личностей».
Волицкая вышла замуж, став известной под именем Стефания Волицкая-Арнд. Ее докторская диссертация была опубликована в 1875 году издательством «Zürcher und Furrer» в Цюрихе. Она стала известным писателем о правах женщин в Польше. В 1895 году она опубликовала статью в польском юридическом журнале «Athenæum» под названием «Двадцать пять лет парламентской борьбы за права женщин».
Волицкая была первой женщиной, получившей степень доктора философии в Европе в новое время. Считается, что первой женщиной-доктором философии в Европе была Елена Корнаро, получившая степень в университете Падуи в 1678 году. Университеты в Швейцарии были первыми европейскими университетами современной эры, которые стали принимать женщин. Женщины-ученые из Польши, Австрии, Бельгии и других стран Европы переезжали в Швейцарию в конце XIX века, чтобы поступить в университет, как например, первая бельгийская выпускница университета, врач Исала Ван Дист.